# Evolution I (Stargate SG-1)
Evolution I (Evolución, Parte 1) es el decimoprimer episodio de la séptima temporada de la serie de televisión de ciencia ficción Stargate SG-1. Corresponde a la Parte 1 de 2 capítulos, siendo seguida por Evolution II. Es también el episodio Nº 143 de toda la serie.

## Trama
Teal'c y Bra'tac llegan a un mundo, donde descubren a varios Jaffa muertos. Además hallan muerto a Tilgath, un Goa'uld menor que forjaría en ese lugar una alianza con otro Señor llamado Ramius, por lo que sospechan que Tilgath fue traicionado. Sin embargo, también encuentran aun vivo al Principal de Ramius, quien le dice que su amo no hizo esto, y que de hecho éste apenas escapo. Dice que el responsable fue un guerrero, que justo entonces, y tras matar al Principal, les dispara a Bra'tac y a Teal'c con una cierta clase de arma de energía en su brazo. Ellos le atacan con sus armas báculos, pero no le causan daño, hasta que finalmente Teal'c logra matarlo con una Zat.
El guerrero es llevado al CSG luego, donde Jacob/Selmak y Carter lo examinan y descubren que es una creación genética viva solo gracias al simbionte Goa'uld que lleva. También averiguan que el guerrero murió de un ataque al corazón y no por los disparos del Zat. Poco después, Selmak revela que al parecer ese "ser" no estaba vivo cuando lo crearon, sino que se le dio vida, una vez que llegó a un estado maduro. Además, concluye que fue creado a partir de la misma tecnología que dio origen al sarcófago, la cual fue obtenida por el Goa’uld Telchak de un dispositivo Antiguo que descubrió. 
Daniel entonces recuerda que su abuelo, Nicholas Ballard, investigó sobre la "fuente de la juventud". Este mito resulta ser el aparato Antiguo que Telchak (Chac en la mitología Maya) encontró, y que luego oculto en la Tierra. Hace milenios, Anubis intento robarle a Telchak esta tecnología, pero aunque lo derrotó no pudo hallar el dispositivo. Daniel y Carter concluyen que Anubis fue quien creó al guerrero, ya que al ascender obtuvo acceso a esa tecnología. Selmak piensa que tal vez con el aparato original puedan crear un arma contra los nuevos guerreros de Anubis. Por este motivo, Daniel y el Dr. Lee viajan pronto a Honduras, donde según las notas de Nick Ballard, está ubicado el templo de Chac. Allí, son acompañados por un guía. 
En el SGC, el resto planea capturar vivo a uno de los "Súper soldados" de Anubis, aturdiéndolo con un pequeño dardo que podrá atravesar su armadura. El SG-1, junto a otros equipos SG y Rebeldes Jaffa van entonces al planeta de Ramius, donde piensan que aparecerá uno de los guerreros, lo que en efecto sucede luego. Sin embargo, este resulta más resistente de lo esperado (ni el C-4 le causa efecto) y logra huir, dejando a varios Jaffa y soldados heridos, los que pronto son capturados por Ramius. Este los confronta luego, pero no les cree su historia sobre el guerrero. No obstante, poco después se escuchan disparos y los guardias Jaffa corren hacia a su amo. Uno regresa pronto, y libera a los prisioneros, informándoles que Ramius ha muerto. SG-1 entonces es capaz de capturar al guerrero usando un Tel'tak.
En Honduras mientras, Daniel y el Dr. Lee hallan el templo bajo tierra. Descienden por unos túneles estrechos y al final encuentran el dispositivo oculto en una cámara sellada. Sin embargo, al sacarlo activan una trampa que inunda los pasillos. Los 2 apenas alcanzan la entrada, pero al salir se topan con un grupo de guerrilleros que los toman prisioneros, e incluso le disparan al guía cuando éste intenta huir. En el campamento guerrillero, el líder de estos interroga a Daniel y al Dr. Lee, pero como ellos se niegan a decirle la verdad amenaza con torturarlos y matarlos. 
En el CSG, intentan interrogar al "Súper soldado", pero este solo les dice que sirve a Anubis. Sin embargo gracias a un dispositivo de memoria Tok'ra pueden descubrir que el guerrero fue creado en un planeta llamando Tartarus. Mientras hablan de ello, Hammond aparece y comunica, para conmoción de todos, que Jackson y Lee fueron secuestrados y que posiblemente hayan atravesado la frontera con Nicaragua.

## Producción
- Joseph Mallozzi en una charla con Our Stargate, dijo que "Definitivamente sacudiremos cosas durante esta temporada y en un doble episodio a la mitad de ella, verán la introducción de una aterradora nueva amenaza. Bra'tac y Jacob pasaran y esperaran unas sorpresas".[3]

## Artistas invitados
- Carmen Argenziano como Jacob Carter/Selmak.
- Tony Amendola como Bra'tac.
- Bill Dow como el Dr. Lee.
- David Palffy como Anubis.
- Frank Roman como Rafael.
- Zak Santiago como Rogelio.
- Eric Breker como el Coronel Reynolds.
- Craig Erickson como Adal.
- Dan Payne como el Guerrero.[4]
- Victor Favrin como Chalo.[4]
- Michael Jonsson como Guardia Jaffa.[4]
- Todd Thomson como el Principal de Ramius.[4]
- Sean Whale como Ramius.[4]